# دشوان
دشوان، روستایی از توابع بخش کوهسار و در شهرستان سلماس استان آذربایجان غربی در ایران است.

## جمعیت
این روستا در دهستان شناتال قرار داشته و بر اساس سرشماری سال ۱۳۸۵ جمعیت آن ۲۶۹نفر (۴۹ خانوار) 
بوده است.